# Адамова ябълка
Човешкият ларинкс стои в хрущялна рамка, свързана със сухожилия и мускули. Отпред стои тироидният хрущял, който създава изпъкналост в предната част на врата, известна като адамова ябълка, тъй като само мъжете я имат, а според Библията Адам е първият мъж.
Адамовата ябълка се счита за мъжки вторичен полов белег.